# Hi-Line Railroad Bridge
Die Hi-Line Railroad Bridge, auch High Bridge oder High Line Bridge, ist eine eingleisige Eisenbahnbrücke über den Sheyenne River im Norden von Valley City, North Dakota. Die Trestle-Brücke ist Teil einer bis 1908 gebauten Umfahrungsstrecke für eine über 40 Meter tiefer im Flusstal gelegene Brücke aus den 1870er Jahren. Hierdurch konnten die Steigungen für den Durchgangsverkehr deutlich reduziert werden. Die alte und neue Brücke waren Teil der ersten nördlichen transkontinentalen Strecke der Northern Pacific Railway von Duluth am Oberen See nach Seattle. Sie wird heute von der BNSF Railway betrieben, in der die Northern Pacific über mehrere Fusionen bis 1995 aufgegangen ist. Die BNSF nutzt die Brücke für den Schienengüterverkehr, unter anderem für den Kohletransport aus dem Powder River Basin in Wyoming und Montana.

## Geschichte

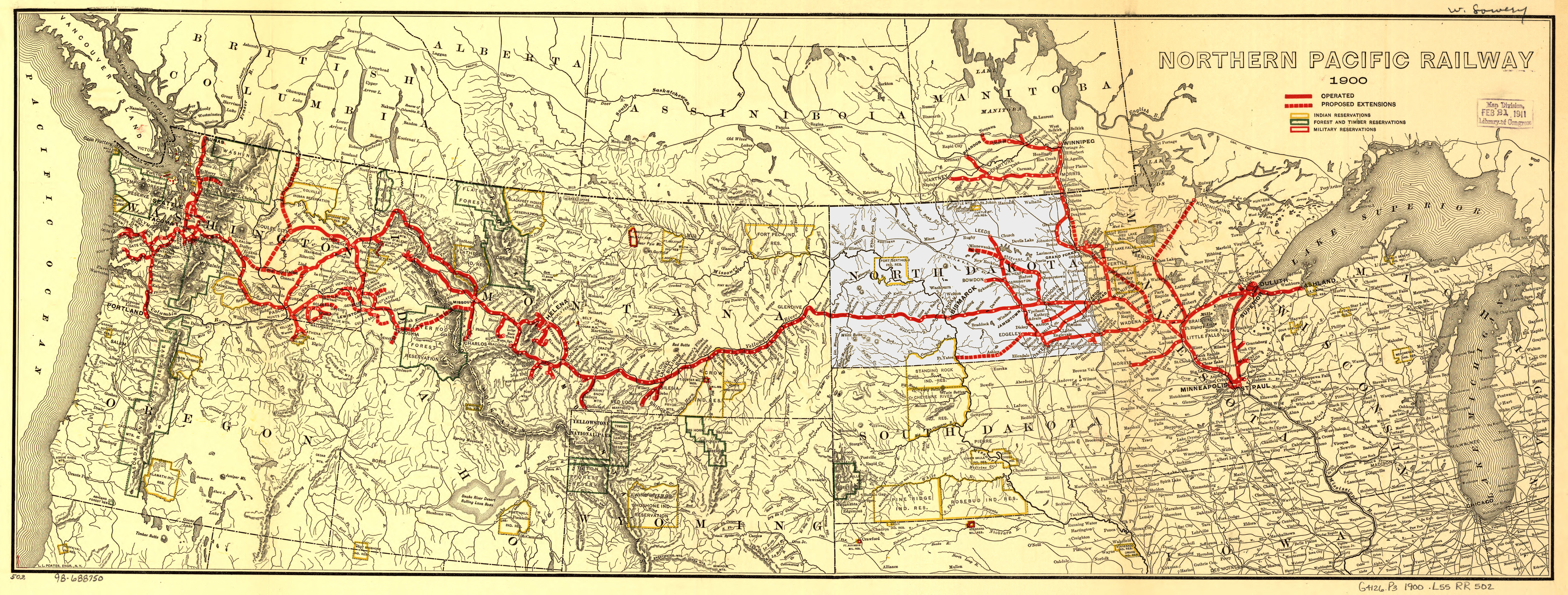
Streckennetz der Northern Pacific Railway um 1900, Valley City liegt im Osten von North Dakota auf der Hauptstrecke von Duluth am Oberen See nach Seattle

Nach der Fertigstellung der ersten transkontinentalen Eisenbahn von Sacramento nach Omaha 1869 durch die Central Pacific Railroad (CP) und Union Pacific Railroad (UP), begann die Northern Pacific Railway (NP) 1871 mit dem Bau einer nördlichen transkontinentalen Verbindung von Duluth am Oberen See durch die Bundesstaaten Minnesota, North Dakota, Idaho, Montana und Washington zum Puget Sound an der Pazifikküste. In North Dakota mussten mit dem Sheyenne, dem James und dem Missouri mehrere größere Flüsse überquert werden, wo entlang des Streckenverlaufes die ersten Siedlungen entstanden. Daraus entwickelten sich später Städte wie das heutige Valley City an der Querung des Sheyenne, die von den Bautrupps bis Mitte September 1872 errichtet wurde. Weiter westwärts waren dies Jamestown am James und Bismark am Missouri, der vor der Wirtschaftskrise von 1873 fast erreicht wurde. Nach einer mehrjährigen Unterbrechung konnte die Bismark Bridge bis 1882 und im Folgejahr schließlich die transkontinentale Verbindung fertiggestellt werden.
Für den Ort der Brücke über den Sheyenne wurde eine mehrere Kilometer breite Stelle des Flusstals gewählt, wo der stark mäandrierende Fluss seinen Nord-Süd-Verlauf vorübergehend nach Westen ändert. Dadurch war genügend Platz für den Ab- und Aufstieg der Strecke, die hier Steigungen von bis zu 10 ‰ erreichte. Der Streckenverlauf in Valley City folgte in etwa der heutigen Interstate 94 Business Loop und die Flussquerung war unweit der Rainbow Arch Bridge. Um den Einsatz von zusätzlichen Schiebelokomotiven für den Durchgangsverkehr zu vermeiden, entschied sich die Northern Pacific Anfang des 20. Jahrhunderts für eine Umfahrungsstrecke im Norden. Das Flusstal war hier nur etwas über einen Kilometer breit und sollte komplett mit einer Trestle-Brücke überspannt werden. Dies erhöhte den Gleisverlauf um 42,9 Meter und reduzierte die Steigung auf nur noch 0,1 ‰ in Richtung Westen (High Line). Die Bauarbeiten begannen im Juni 1906 und dauerten bis in Frühjahr 1908, der erste Zug überquerte die Stahl-Brücke am 12. Mai 1908.

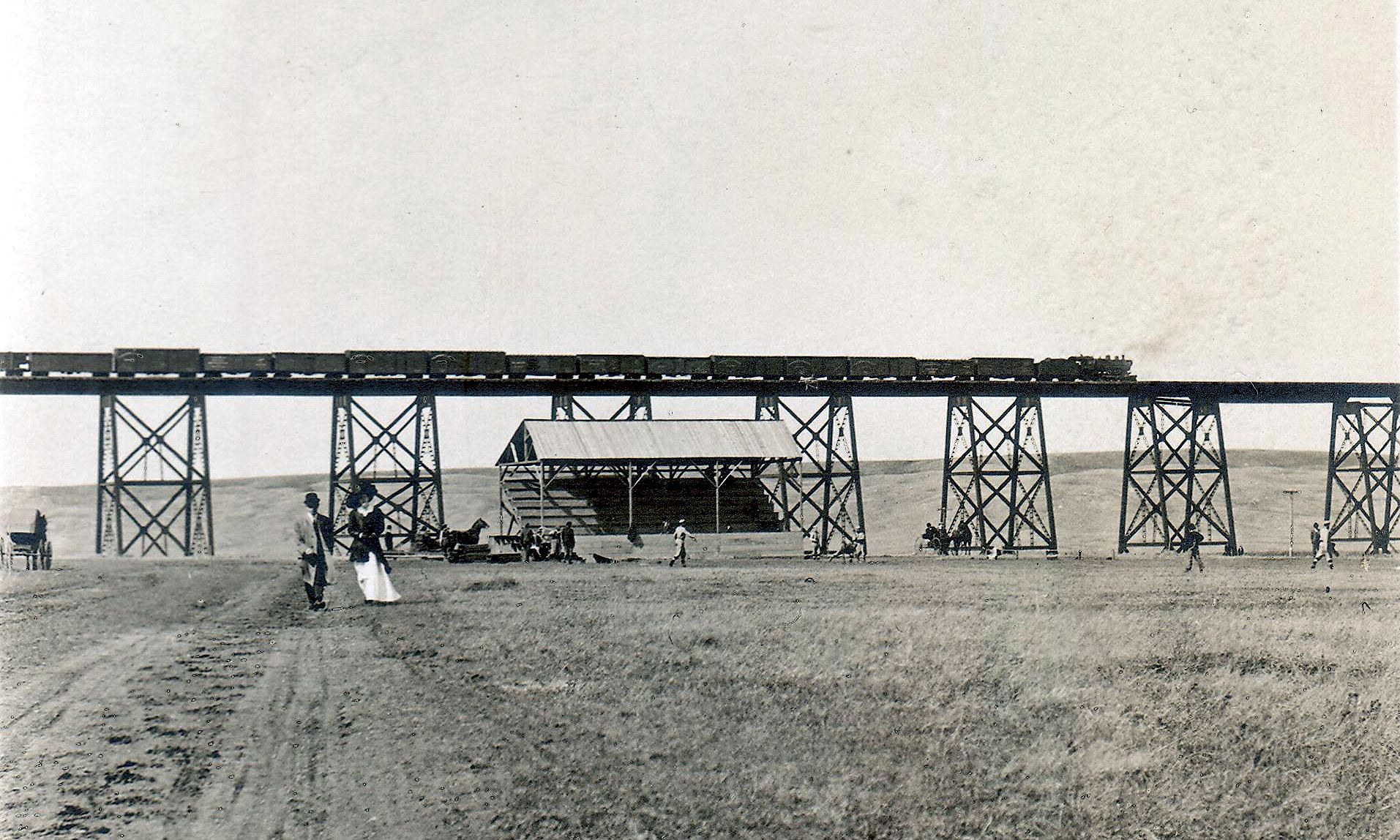
Ein Zug beim Überqueren der Trestle-Brücke kurz nach ihrer Fertigstellung 1908

Obwohl für einen späteren zweigleisigen Ausbau ausgelegt, blieb die Brücke in ihrem über einhundertjährigen Bestehen immer nur eingleisig, die ursprüngliche Low Line durch Valley City bestand bis 1999. Mit dem Ausbau des Straßennetzes in den USA und dem Entstehen des motorisierten Individualverkehrs transportierte die Eisenbahn immer weniger Güter und Personen, was ab den 1960er Jahren die großen Eisenbahnnetze in Nordamerika immer unrentabler machte und in der Folgezeit zu mehreren Insolvenzen und Fusionen der Eisenbahngesellschaften führte. Die NP fusionierte 1970 mit der Chicago, Burlington and Quincy Railroad, der Spokane, Portland and Seattle Railway und der Great Northern Railway zur Burlington Northern Railroad (BN). Die nächste große Konsolidierungsphase gab es in den 1990er Jahren, aus der ein Großteil der heutigen Class-1-Gesellschaften hervorgingen. Aus dem Zusammenschluss der BN mit der Atchison, Topeka and Santa Fe Railway entstand dabei die BNSF Railway, die die Hi-Line Railroad Bridge heute für den Schienengüterverkehr auf ihrer Jamestown Subdivision betreibt, unter anderem für den Kohletransport aus dem Powder River Basin in Wyoming und Montana.
Die Brücke wurde 2004 von der American Society of Civil Engineers (ASCE) als frühes Beispiel der bis heute in Nordamerika genutzten Stahl-Gerüstpfeilerviadukte in die Liste der historischen Meilensteine der Ingenieurbaukunst aufgenommen.

## Beschreibung
Die Trestle-Brücke bestand ursprünglich nur aus den heute noch vorhandenen 30 Stahlgittermasten mit je 13,7 m langen Vollwandträgern auf den Masten, und 31 Vollwandträgern mit Längen zwischen 18,3 m und 30,8 m zwischen ihnen; die Gesamtlänge betrug zwischen den Widerlagern 1139 m. Auf der Westseite über dem Sheyenne befinden sich zwei der drei längsten Spannweiten von 30,8 m, wobei ein Mast im Flussbett steht. Ein weiterer 30,8-m-Träger liegt auf der Ostseite über der hier verlaufenden Carrington Subdivision der Canadian Pacific Railway. Zu späterer Zeit wurde die Brücke am Ostende um zwei weitere Brückenpfeiler und zwei Vollwandträger ergänzt und das Widerlager entsprechend verlagert. Die Gesamtlänge beträgt heute 1184 m. Da die Brücke für einen zweigleisigen Ausbau mit zwei parallel verlaufenden Trägern vorgesehen war, befinden sich die vorhandenen Stahlträger nicht auf der Mittellinie der Brücke, sondern lagern auf der Nordseite der Stahlgittermasten. Die Höhe der Brücke wird von der ASCE mit 47 m angegeben.

## Weitere Trestle-Brücken
| Missouri River |

| James River |

| Sheyenne River |

| Gassman Coulee Trestle (1899) |

| High Line Bridge (1908) |

| Sheyenne River Bridge (1912) |

| Bismarck |

| Fargo |

| Grand Forks |

| Minot |

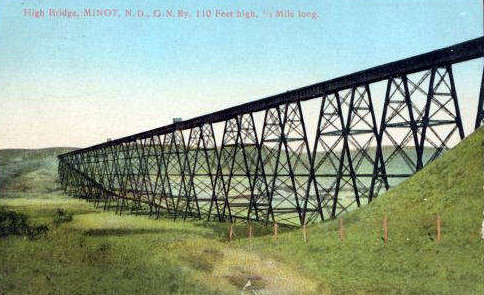
Gassman Coulee Trestle, um 1909

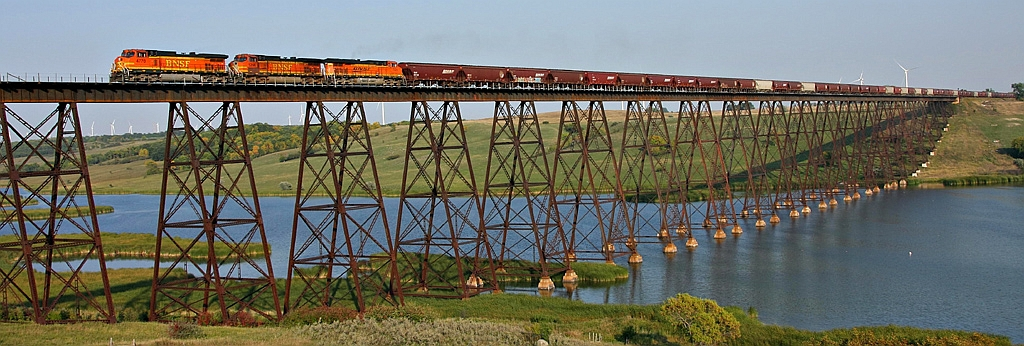
Sheyenne River Bridge, 2009

Trestle-Brücken (Gerüstpfeilerviadukte) waren bei der Erschließung des Westens der USA, die maßgeblich durch die expandierenden Eisenbahngesellschaften in der zweiten Hälfte des 19. Jahrhunderts vorangetrieben wurde, ein probates Mittel im Eisenbahnbau. Die Anfangs ausschließlich aus Holz bestehenden Konstruktionen ließen sich in kürzester Zeit errichten, das Baumaterial war leicht verfügbar und die Bauelemente konnten kostengünstig vorgefertigt werden. Da die erreichbare Traglast eher gering und der Unterhalt sowie die Brandgefahr sehr hoch waren, wurden Trestle-Brücken später nur noch aus Stahl gebaut und die Holzkonstruktionen meist ersetzt. Bekannte Beispiele waren das Portageville Viaduct von 1852, die Dale Creek Bridge von 1868 oder das Marent Gulch Trestle von 1883.
Neben der Hi-Line Railroad Bridge entstanden in North Dakota zu jener Zeit zwei weitere große Trestle-Brücken durch die Great Northern Railway, die noch erhalten sind und heute ebenfalls durch die BNSF betrieben werden. Die Great Northern baute parallel zur Strecke der Northern Pacific ebenfalls eine Verbindung nach Seattle, die 1893 die Pazifikküste erreichte. Sie verlief im Norden von North Dakota von Grand Forks über das heutigen Minot, wo 1887 das 550 m lange und 35 m hohe Gassman Coulee Trestle errichtet wurde. Ein Tornado zerstörte 1897 große Teile der Holzkonstruktion, die man im Folgejahr durch eine Stahlkonstruktion ersetzte. Beim Bau einer weiteren Strecke von Fargo nach Minot Anfang der 1910er Jahre, musste die Great Northern etwa 50 km flussaufwärts von Valley City auch den Sheyenne überqueren. Dazu entstand bis 1912 mit der Sheyenne River Bridge eine 834 m lange Stahl-Trestle-Brücke über das Flusstal, das hier seit 1950 Teil des Stausees der Talsperre Baldhill ist (Lake Ashtabula).